# (1984) Fedynskij
(1984) Fedynskij (1926 TN) – planetoida z pasa głównego asteroid okrążająca Słońce w ciągu 5,23 lat w średniej odległości 3,01 j.a. Odkryta 10 października 1926 roku.